# Stilobezzia nigriapicalis
Stilobezzia nigriapicalis är en tvåvingeart som beskrevs av Tokunaga 1963. Stilobezzia nigriapicalis ingår i släktet Stilobezzia och familjen svidknott. Inga underarter finns listade i Catalogue of Life.